# Linia McGregora
Linia McGregora – w radiologii, linia łącząca tylny brzeg podniebienia twardego z najniższym punktem zarysu sklepienia tylnej jamy czaszki. Służy do oceny wgłobienia zęba drugiego kręgu szyjnego (obrotnika) do otworu wielkiego czaszki.